# Monte Grifone
Il monte Grifone fa parte della catena dei monti di Palermo. Sul promontorio è presente quello che si ritiene essere il cipresso più antico d'Europa, a cui si attribuiscono circa 500 anni di vita. L'albero è rinominato «cipresso di San Benedetto» poiché, secondo la leggenda, sarebbe nato dal bastone di San Benedetto Manasseri conficcato nel suolo.

## Origine del nome
Monte Grifone è così chiamato poiché, fino agli inizi del XX secolo, tra le rupi della cima nidificava una colonia di grifoni. Le ultime colonie di avvoltoio grifone si estingueranno in Sicilia negli anni Sessanta del Novecento, a causa dei bocconi avvelenati usati dai cacciatori contro le volpi.

## Geografia

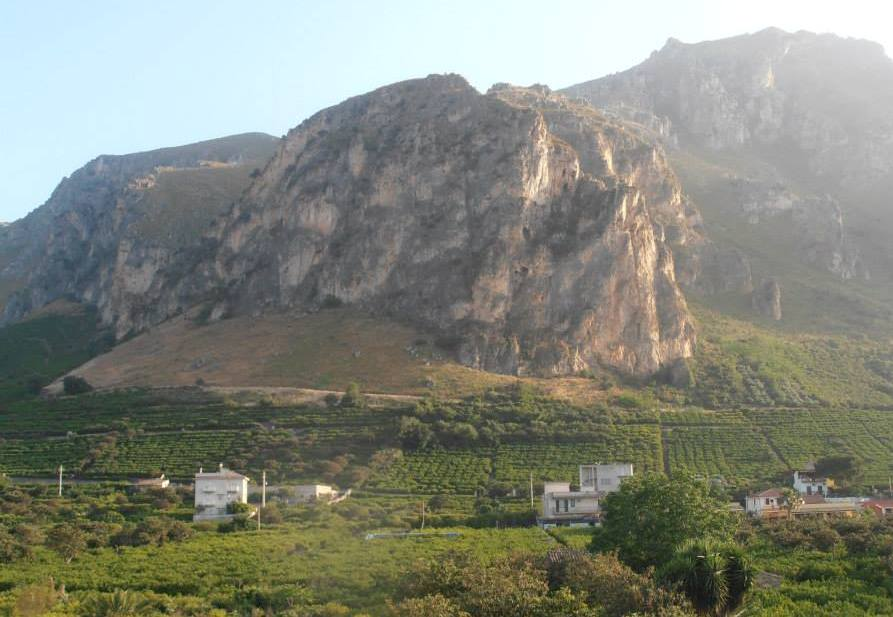
Il monte visto dalla località di Ciaculli.

Il monte è situato a sud-est rispetto alla Conca d'Oro e alla città di Palermo. Il versante verso la città è nettamente scosceso e la montagna così si eleva panoramicamente sulla pianura a nord. Sulla pendice nord-est presenta un pendio ripido, in cui sono presenti anche parecchie creste rocciose. Una possente e calcarea parete del monte, dove è presente una cava, denominata "pizzo Sferrovecchio", si innalza all'ingresso della Autostrada Palermo-Catania adiacente si estende la zona industriale Brancaccio. Alle sue pendici, in direzione del mare, si estende quello che resta del Parco della Favara. Ai piedi del monte si trovano le località palermitane di Ciaculli qui una fascia verde di terrazzamenti coltivati cinge il calcareo monte, Croceverde-Giardina e Santa Maria di Gesù, dove l'omonimo cimitero è sito all'ombra di un costone roccioso. Altra frazione palermitana dominata dalle pareti del monte è Belmonte Chiavelli, località rurale a grave rischio idrogeologico.

### Altitudine
La cima più alta è posta a 832 m s.l.m. La cima secondaria del monte Grifone, pizzo Sferrovecchio, è alta circa 300 m s.l.m.